# 大佳河乡
大佳河乡，是中华人民共和国黑龙江省双鸭山市饶河县下辖的一个乡镇级行政单位。

## 行政区划
大佳河乡下辖以下地区：
大佳河村、东升村、前唐村、富山村、富河村、桦林村、永发村、永前村、永富村、永胜村和种畜场生活区。